# État de la planète
Le magazine en ligne État de la planète est la traduction française du magazine bimestriel à but non lucratif américain Worldwatch.
Il examine les indicateurs du bien-être de la Terre. Il suit et évalue la pollution, les changements climatiques, la couverture forestière, la démographie, la production alimentaire, les ressources en eau, la diversité biologique, ainsi que d’autres éléments sur la planète.
Il identifie les stratégies les plus efficaces pour arriver à des sociétés durables - dont celles issues d’avancées scientifiques et technologiques, du questionnement des pratiques économiques traditionnelles, de la sagesse négligée des Peuples Autochtones aujourd’hui menacés.
Son but est de fournir aux décideurs, aux éducateurs, aux journalistes, et à tous les citoyens du monde inquiets par la dégradation de notre environnement, l’information dont ils ont besoin pour prendre des décisions qui vont permettre l’émergence d’économies durables.